# Thamnophis hammondii
Espèce
Synonymes
- Eutaenia hammondii Kennicott, 1860
- Thamnophis digueti Mocquard 1899
- Thamnophis hammondii digueti Mocquard 1899

Statut de conservation UICN

 LC  : Préoccupation mineure
Thamnophis hammondii est une espèce de serpents de la famille des Natricidae.

## Répartition
Cette espèce se rencontre en Baja California au Mexique et dans le sud de la Californie aux États-Unis,.

## Description

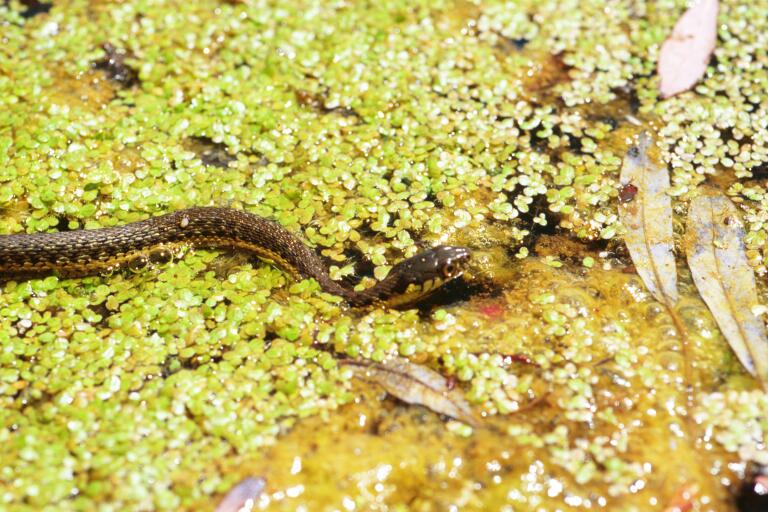

Cette espèce est ovovivipare.

## Étymologie
Cette espèce est nommée en l'honneur de J.F. Hammond qui a collecté les premiers spécimens.

## Publication originale
- Kennicott, 1860 : Descriptions of new species of North American serpents in the museum of the Smithsonian Institution, Washington. Proceedings of the Academy of Natural Sciences of Philadelphia, vol. 12, p. 328-338 (texte intégral).